# Alice Vieira
Alice Vieira (Lisboa, 1943) es una afamada escritora y periodista portuguesa. 

## Biografía
Alice Vieira nació en la capital de Portugal en 1943. Es licenciada en filología alemana por la Universidad de Lisboa, pero se dedicó desde muy temprano al periodismo, dirigiendo los suplementos Juvenil y Catraio del Diário de Notícias. 
Ha trabajado en varios programas de televisión para el público infantil y está considerada una de las más importantes autoras portuguesas de literatura infantil y juvenil. Colabora de forma activa en la revista Audácia, de los Misioneros Combonianos y en el "Jornal de Mafra" en línea.
Sus obras han sido traducidas a varias lenguas: alemán, búlgaro, euskera, castellano, gallego, francés, húngaro, neerlandés y ruso. Estuvo casada con el escritor y periodista Mário Castrim.

## Obras

### Literatura infantil y juvenil
- 1979 - Rosa, Minha Irmã Rosa
- 1979 - Paulina ao Piano
- 1980 - Lote 12 - 2º Frente
- 1982 - Chocolate à Chuva
- 1981 - A Espada do Rei Afonso
- 1983 - Este Rei que eu Escolhi
- 1984 - Graças e Desgraças na Corte de El Rei Tadinho
- 1985 - Águas de Verão
- 1986 - Flor de Mel
- 1987 - Viagem à Roda do meu Nome
- 1988 - Às Dez a Porta Fecha
- 1990 - Úrsula, a Maior
- 1990 - Os Olhos de Ana Marta
- 1991 - Promontório da Lua
- 1991 - Leandro, Rei de Helíria (escrito a partir de Rey Lear, de Shakespeare)
- 1995 - Caderno de Agosto
- 1997 - Se Perguntarem por mim, Digam que Voei
- 2005 - Livro com Cheiro a Chocolate
- 2006 - Livro com Cheiro a Morango
- 2007 - Livro com Cheiro a Baunilha

### Otros
- 1986 - De que são Feitos os Sonhos
- 1988 - As Mãos de Lam Seng
- 1988 - O que Sabem os Pássaros
- 1988 - As Árvores que Ninguém Separa
- 1988 - Um Estranho Baralho de Asas
- 1988 - O Tempo da Promessa
- 1990 - Macau: da Lenda à História
- 1991 - Corre, Corre, Cabacinha
- 1991 - Um Ladrão debaixo da Cama
- 1991 - Fita, Pente e Espelho
- 1991 - A Adivinha do Rei
- 1992 - Rato do Campo, Rato da Cidade
- 1992 - Periquinho e Periquinha
- 1992 - Maria das Silvas
- 1993 - As Três Fiandeiras
- 1993 - A Bela Moura
- 1994 - O Pássaro Verde
- 1994 - A tua avó é luisa
- 1994 - O Coelho Branquinho
- 1994 - Eu Bem Vi Nascer o Sol
- 1999 - Um Fio de Fumo nos Confins do Mar
- 2006 - A Lua não está à venda

### Obras para Adultos
- 1997 - Praias de Portugal (con fotos de Maurício Abreu)
- 1999 - Esta Lisboa (con fotos de António Pedro Ferreira)
- 2004 - Bica Escaldada (crónicas)
- 2006 - Pezinhos de Coentrada (crónicas)
- 2007 - Dois Corpos Tombando na Água (poesía ) - Premio Literário Maria Amália Vaz de Carvalho (2007)
- 2008 - Tejo (com fotos de Neni Glock)
- 2009 - O Que Dói às Aves (poesía )
- 2011 - O Que se Leva Desta Vida (crónicas)
- 2011 - Os Profetas (novela)
- 2012-- O Mundo de Enid Blyton
- 2012 -- O Livro da Avó Alice
- 2013-- "Os Armários da Noite" (poesía) finalista del Prémio Pen-Clube

## Premios
- 1979 - Premio de Literatura Infantil Año Internacional del Niño con Rosa, Minha Irmã Rosa.
- 1983 - Premio Calouste Gulbenkian de Literatura Infantil con Este Rei que Eu Escolhi.
- 1994 - Gran Premio Gulbenkian, por el conjunto de su obra.
- 2023 - XIX Premio Iberoamericano SM de Literatura Infantil y Juvenil.